# John Wickström
Jon Rickard "John" Wickström (* 23. April 1927 in Hamrånge; † 10. Dezember 1987 in Norrköping) war ein schwedischer Eisschnellläufer.
Wickström, der für die CK Antilopen aus Norrköping startete, nahm von 1946 bis 1955 an nationalen Rennen teil und startete international erstmals bei der Mehrkampfeuropameisterschaft 1950 in Helsinki, wo er den neunten Platz im Großen Vierkampf errang. In den folgenden Jahren belegte er bei der Mehrkampfweltmeisterschaft 1951 in Davos den zehnten Platz im Großen Vierkampf und im Februar 1952 in Oslo bei seiner einzigen Teilnahme an Olympischen Winterspielen den 26. Platz über 1500 m sowie den 18. Rang über 5000 m. Seine beste Platzierung bei schwedischen Meisterschaften erreichte er in Jahren 1950 und 1952 mit dem zweiten Platz über 3000 m.

## Persönliche Bestleistungen
| Disziplin | Zeit        | Datum            | Ort         |
| --------- | ----------- | ---------------- | ----------- |
| 500 m     | 45,8 s      | 10. Februar 1951 | Davos       |
| 1500 m    | 2:23,5 min  | 10. Februar 1952 | Kvarnsveden |
| 3000 m    | 5:02,7 min  | 8. Februar 1952  | Stockholm   |
| 5000 m    | 8:41,2 min  | 26. Januar 1952  | Avesta      |
| 10.000 m  | 17:51,3 min | 1. Februar 1953  | Östersund   |